# دیده‌بان (هواشناسی)

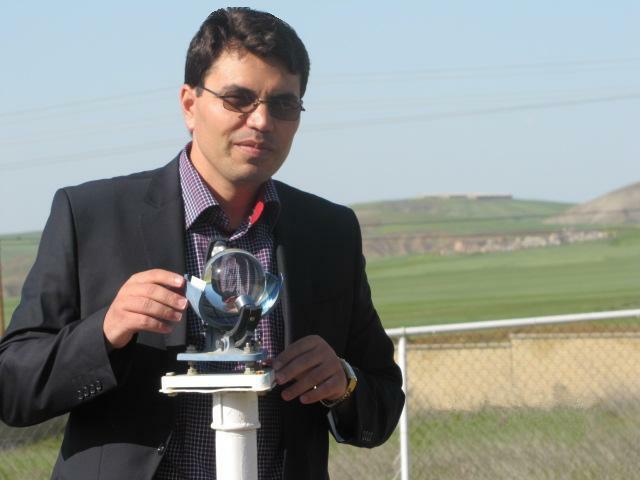
کارشناس همدیدی درحال تنظیم کارت دستگاه آفتابنگار

## کارشناس هواشناسی همدیدی (دیدبان هواشناسی)
کارشناس همدیدی در امور هواشناسی شخصی را گویند که روشهای اندازه گیری پارامترهای هواشناسی (دما ، رطوبت ، باد ، بارش ، پوشش ابر ، فشار و غیره) در یک ایستگاه هواشناسی سطح (زمین یا دریا) با استفاده از ابزار و ادوات اختصاصی آن ایستگاه را مطابق با استانداردهای سازمان هواشناسی جهانی آموزش دیده و از طرف مدیر هواشناسی منطقه برای انجام یا ثبت مشاهدات هواشناسی مجاز باشد یا شخصی که برای این منظور از طرف سازمان هواشناسی کشور تأیید شده باشد وی مسئولیت مشاهده دقیق، اندازه‌گیری سریع، جمع‌آوری و ثبت به موقع و ارسال به هنگام داده‌ها و اطلاعات اولیه پارامترهای هواشناسی و پدیده‌های مختلف جوی به مرکز هواشناسی را برعهده دارد.